# Corinna Brown
Corinna Brown (* 24. Dezember 1998 in London) ist eine britische Schauspielerin.

## Leben und Karriere
Brown wurde am 24. Dezember 1998 in London geboren. Dort besuchte sie die East 15 Acting School. Zuvor war sie in verschiedenen Werbespots zu sehen. Ihr Debüt gab sie 2012 in dem Fernsehfilm My Murder. 2017 war sie in dem Film Daphne zu sehen. 2021 spielte sie in dem Theaterstück Coppélia im New Vic Theatre mit.
Seit 2022 übernahm Brown in der britischen Fernsehserie Heartstopper die Rolle der Tara Jones. Unter anderem trat sie in jeweils einer Episode der Fernsehserien Doctors und The Show Must Go Online auf.

## Filmografie
- 2012: My Murder
- 2017: Daphne
- 2020: The Show Must Go Online (Fernsehserie)
- 2022: Doctors (Fernsehserie)
- 2022–2024: Heartstopper (Fernsehserie, 21 Folgen)

## Theater
- 2021: Coppélia